# 有地佐哉香
有地 佐哉香（ありち さやか、1986年7月11日 - ）は、キャスト・プラス（現在はTBSスパークルマネジメント本部キャスター室のブランド名）所属のフリーアナウンサー。元富山テレビ放送（BBT）アナウンサー。

## 略歴
- 和歌山県出身。身長160cm。慶應義塾大学経済学部卒業。2009年、富山テレビ放送にアナウンサーとして入社。同年、地上デジタル放送推進大使の富山テレビ放送代表に任命された（前任は三都井美衣）。2012年3月に退社。
- 池坊の教室に通い、NFDの資格を取得。BBT退社後は「フラワーアレンジメントスクール クレマ」で講師をつとめる[2]。
- 2013年2月2日よりTBSニュースバードキャスターに就任、2015年3月31日まで出演。その後、MXTVでニュースキャスターを務める。この時期は、「角田佐哉香（かくださやか）」の名義で活動。
- 2018年6月1日付で旧姓の「有地佐哉香」へ改名したことを発表。日経CNBCのキャスターに就任。
- 趣味は、写真撮影・旅行・テニス。

## フリー転向後の出演番組
- TBSニュースバード（2013年2月 - 2015年3月）
- TOKYO MX NEWS（TOKYO MX）(2015年10月 - 2017年9月)
- 日経CNBC 朝エクスプレス（2018年6月 - ）

## 富山テレビ時代の出演番組
- Youドキッ!たいむ - 司会
- いい生活。
- BBTスペシャル - リポーター（不定期）
- めざましテレビ公認 わがまま!気まま!旅気分 - 旅人（不定期）※BSフジでも放送
- FNS北陸3局特番 - リポーター（不定期）
- めざましテレビ - 中継リポーター（不定期）

## 富山テレビ入社前に出演した番組
- ウエンズデー J-POP（BS2）※学生時代の2007年にリポーターとして1度出演